# 加藤進 (野球)
加藤 進（かとう すすむ、1923年9月24日 - 没年不明）は、愛知県名古屋市出身のプロ野球選手（捕手、外野手）、野球解説者。右投右打。

## 来歴・人物

### プロ入り前
愛知県第一中学校（64回生）卒業後慶應義塾大学へ進み、1943年10月16日に行われた出陣学徒壮行早慶戦（最後の早慶戦）に代打として出場。戦後、慶大に戻り主将を務める（慶大時代はプロ入り後もチームメイトとなる大島信雄とバッテリーを組んでいた）。名捕手として鳴らした。東京六大学リーグ通算成績は、34試合出場、117打数33安打、打率.282、0本塁打、18打点。慶大卒業後、藤倉電線に就職。のち愛知産業へと移る。

### 現役時代
1949年に捕手として中日ドラゴンズ（1951年 - 1953年は名古屋ドラゴンズ）へ入団しプロ入り。しかし、正捕手・野口明という壁に阻まれ、入団2年目の1950年から2シーズンは外野手として試合に出場した。
その後、1952年には捕手へ戻り、1953年には野口の二番手としてながらも75試合出場。しかし、河合保彦が台頭してきたこともあり、年々出場機会が減少し1955年一度現役を引退した。1956年にはコーチとなり、翌1957年は選手に復帰するが2試合出場したのみに終わり、同年限りで再び現役引退。最も多く出場したシーズンは外野手時代の1950年で76試合だった。

### 現役引退後
引退後もそのまま球団に残り、1959年までコーチを務めた。
1960年にNHKの野球解説者へ転身。1963年から1964年まで再び中日のコーチを務めた後は、1965年から1985年までは再びNHK解説者として、中日戦中継を中心に出演。日本シリーズの解説を20年にわたり担当した。選手としては目立った実績を残せなかったが、野球理論を高く評価されていた。解説者としては独特の名古屋訛りと詳細かつ正確な技術論が特徴であった。また、愛知一中・旭丘野球倶楽部会長も歴任。
2003年に発行された書籍『プロ野球人名事典 2003』では没年月日（消息）不明の人物として扱われているが、同書発行時点では存命であり、2008年にTBSテレビで放送の番組、2009年に東京新聞で連載の記事にて取材を受けている。また、2024年までは日本プロ野球OBクラブの公式サイトにおいて会員として登録されていることが確認できた（外部リンクより参照）。2011年10月21日、鯱光会（愛知県立旭丘高および前身校の同窓会）における第34回顕彰者となった。
2008年に出陣学徒壮行早慶戦を映画化した『ラストゲーム 最後の早慶戦』では、本人をモデルとした加藤なる人物が登場し、桜木涼介が演じた。

## 詳細情報

### 年度別打撃成績
| 年 度     | 球 団            | 試 合 | 打 席 | 打 数 | 得 点 | 安 打 | 二 塁 打 | 三 塁 打 | 本 塁 打 | 塁 打 | 打 点 | 盗 塁 | 盗 塁 死 | 犠 打 | 犠 飛 | 四 球 | 敬 遠 | 死 球 | 三 振 | 併 殺 打 | 打 率 | 出 塁 率 | 長 打 率 | O P S |
| --------- | ---------------- | ----- | ----- | ----- | ----- | ----- | -------- | -------- | -------- | ----- | ----- | ----- | -------- | ----- | ----- | ----- | ----- | ----- | ----- | -------- | ----- | -------- | -------- | ----- |
| 1949      | 中日 名古屋 中日 | 48    | 93    | 81    | 12    | 19    | 4        | 2        | 1        | 30    | 12    | 5     | 2        | 0     | --    | 12    | --    | 0     | 15    | --       | .235  | .333     | .370     | .704  |
| 1950      | 中日 名古屋 中日 | 76    | 189   | 160   | 26    | 33    | 6        | 3        | 5        | 60    | 21    | 2     | 5        | 2     | --    | 25    | --    | 2     | 23    | 5        | .206  | .321     | .375     | .696  |
| 1951      | 中日 名古屋 中日 | 62    | 160   | 134   | 17    | 28    | 4        | 2        | 0        | 36    | 12    | 7     | 4        | 4     | --    | 21    | --    | 1     | 30    | 3        | .209  | .321     | .269     | .589  |
| 1952      | 中日 名古屋 中日 | 73    | 165   | 142   | 15    | 31    | 4        | 1        | 0        | 37    | 19    | 4     | 5        | 3     | --    | 20    | --    | 0     | 26    | 3        | .218  | .315     | .261     | .575  |
| 1953      | 中日 名古屋 中日 | 75    | 199   | 173   | 16    | 38    | 3        | 0        | 1        | 44    | 17    | 2     | 4        | 5     | --    | 21    | --    | 0     | 23    | 6        | .220  | .304     | .254     | .558  |
| 1954      | 中日 名古屋 中日 | 37    | 69    | 64    | 7     | 16    | 1        | 0        | 0        | 17    | 4     | 3     | 2        | 0     | 0     | 4     | --    | 1     | 17    | 1        | .250  | .304     | .266     | .570  |
| 1955      | 中日 名古屋 中日 | 21    | 21    | 17    | 2     | 2     | 0        | 0        | 0        | 2     | 1     | 0     | 0        | 1     | 0     | 3     | 0     | 0     | 7     | 0        | .118  | .250     | .118     | .368  |
| 1957      | 中日 名古屋 中日 | 2     | 1     | 0     | 0     | 0     | 0        | 0        | 0        | 0     | 0     | 1     | 0        | 0     | 0     | 1     | 0     | 0     | 0     | 0        | ----  | 1.000    | ----     | ----  |
| 通算：8年 | 通算：8年        | 394   | 897   | 771   | 95    | 167   | 22       | 8        | 7        | 226   | 86    | 24    | 22       | 15    | 0     | 107   | 0     | 4     | 141   | 18       | .217  | .315     | .293     | .608  |

- 中日（中日ドラゴンズ）は、1951年に名古屋（名古屋ドラゴンズ）、1954年に中日（中日ドラゴンズ）に球団名を変更

### 背番号
参考…
- 25 （1949年 - 1956年、1963年 - 1964年）
- 5 （1957年 - 1958年）
- 61 （1959年）

## 関連情報

### 出演番組
- プロ野球中継（NHKテレビorラジオ各媒体） - 解説者